# Tobias Thermell
Erik Tobias Thermell, född 25 februari 1977 i Karlstad, Värmlands län, Sverige, är en svensk före detta ishockeyspelare som för närvarande är assisterande tränare i Örebro HK. Han tränade BIK Karlskoga först som assisterande tränare mellan åren 2012-13 till säsongen 2014-15. Från 2015-16 till säsongen 2017-18 var han huvudtränare innan han blev sparkad av BIK Karlskoga mitt under säsongen efter dåliga resultat i Hockeyallsvenskan. Inför säsongen 2018/19 ersatte han Jörgen Jönsson som assisterande tränare i Växjö Lakers, där han stannade i tre säsonger. Den 21 november 2021 blev Thermell klar som assisterande tränare i HV71 i Hockeyallsvenskan, där kontraktet gäller säsongen ut.
Hans moderklubb är Hammarö HC. Under sin aktiva ishockeykarriär spelade han 14 säsonger för Bofors IK i Hockeyallsvenskan.

## Klubbar
- Hammarö HC
- Färjestads BK (J20)
- Bofors IK